# ウルグアイの政治
ここではウルグアイの政治について記述する。

## 憲法
ウルグアイの最高法規であるウルグアイ憲法は、1967年2月15日に施行され、直近では2004年に改正された。

## 元首
1967年に制定された憲法によって大統領制をとっている。大統領は直接選挙によって選出され、任期は5年で再任は禁止されている。
大統領は生まれながらの国民で、国外で生まれた場合はウルグアイ人との間によって生まれた子供でなければならない。ウルグアイに住民票を持っており35歳以上でなければならない、などの憲法によって定められている規定がある。。

## 行政

### 省庁
- 内務省
- 外務省
- 経済金融省
- 国防省
- 教育文化省
- 工業・エネルギー・工業省
- 保険証
- 畜農水産省
- 労働社会福祉省
- 運輸公共事業省
- 観光省
- 住宅・領土計画省
- 環境省
- 社会開発省
- スポーツ省
- 大統領府
- 大統領府事務局
- 企画予算局

## 立法
上院にあたる元老院と、下院にあたる代議院からなる両院制が採られている。元老院の定数が30名、代議院の定数が99名で、任期は5年であり再任は規制されていない。

### 選挙
前回の選挙は2019年10月27日に行われた。
次の選挙は2024年に行われる。

## 政党
- 拡大戦線
- 国民党
- コロラド党
- 独立党
- 人民党
- カビルド・アビエルト党